# 住吉大社駅

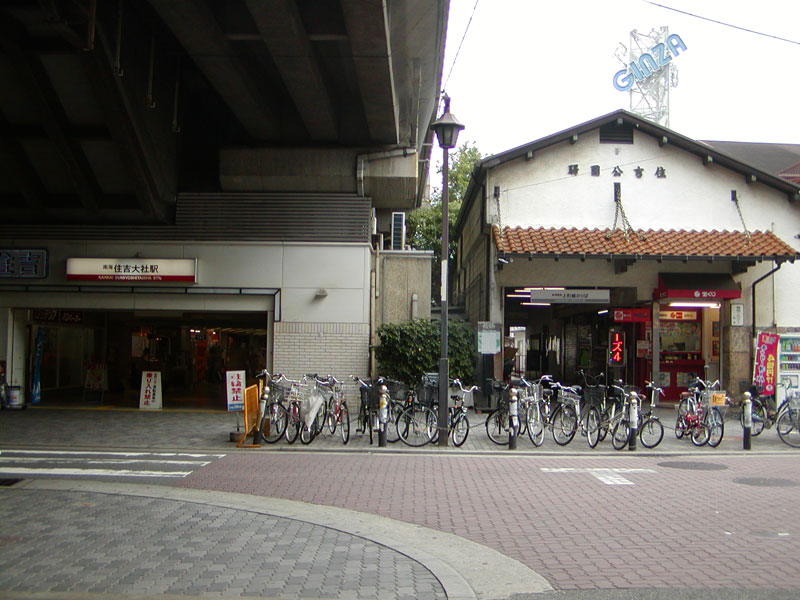
隣接する住吉大社駅と住吉公園停留場の駅入口（2007年）

住吉大社駅（すみよしたいしゃえき）は、大阪府大阪市住吉区長峡町（ながおちょう）にある、南海電気鉄道（南海）南海本線の駅である。
2016年1月31日に廃止された阪堺電気軌道（阪堺）上町線の住吉公園停留場（すみよしこうえんていりゅうじょう）についてもここで記す。なお、南海本線の駅は1979年まで住吉公園駅を名乗っていた。

## 概要
南海における住吉大社の最寄り駅である。また、阪堺の住吉公園停留場は、第2回近畿の駅百選認定駅である。
住吉大社駅の駅番号はNK08、住吉公園停留場の停留場番号はHN11である。

## 歴史
- 1912年（明治45年）2月17日：南海鉄道の住吉駅（1917年廃止）と住ノ江駅間に住吉公園駅として開業する[注釈 1][注釈 2]。
- 1913年（大正2年）7月2日：上町線が住吉神社前停留場（後に阪堺線住吉停留場に統合）から延伸し、同線の住吉公園停留場が開業する。
- 1944年（昭和19年）6月1日：会社合併により近畿日本鉄道の駅となる。
- 1947年（昭和22年）6月1日：路線譲渡により南海電気鉄道の駅となる。
- 1977年（昭和52年）4月10日：南海本線の外側2線のみ高架化する。
- 1979年（昭和54年）5月9日：南海本線の住吉公園駅を住吉大社駅に改称する。
- 1980年（昭和55年）
  - 6月15日：南海本線の高架化が完成する[1]。
  - 12月1日：分社により上町線の住吉公園停留場が阪堺電気軌道の停留場となる[1]。
- 2012年（平成24年）4月1日 ：駅ナンバリングが導入され、使用を開始[2][3]。
- 2016年（平成28年）1月31日：上町線 住吉 - 住吉公園間が廃止され[4]、同線の住吉公園停留場も廃止[4][5]。
- 2021年（令和3年）7月29日：すみっコぐらしと南海電気鉄道とのコラボが実施され、12月末までの期間限定で当駅名看板がすみっコよし大社駅に変わる[6]。

## 駅構造

### 南海住吉大社駅
島式2面4線のホームを持つ複々線高架駅である。ただし、上り下りとも海側の線路（快速線，2番線・4番線）は臨時ホーム扱いとなっており、普段は閉鎖され通過列車専用となっている。これらのホームは正月三が日のデータイムの区間急行・急行・空港急行の臨時停車時に使用される。有効長は10両編成対応だが、使用していない部分は柵で仕切られている。通常は2・4番線にはホーム柵が設置されているがこれは取り外し可能で正月3が日は外されホーム上の使われていないスペースに置かれる。
ホームは3階、改札口は2階にある。1階はショップ南海となっている。また、ショップ南海の南側の道路を隔てた対面には、正月三が日だけしか開かない臨時の階段や改札口があり、住吉大社からの帰り（つまり、住吉大社駅からの乗車時）にはこちらに誘導される。こちらは、切符売り場こそ窓口対応だが自動改札機が設置されており、簡易ではあるがICカードにも対応している。
2008年のバリアフリー工事に伴い、1月にLED式の列車接近予告装置を設置（普通車が停車する緩行線，1・3番線のみ）。3月にエレベータ設置などの駅のバリアフリー工事と、トイレ・ショップ南海のリニューアル工事が完了し、関西の鉄道駅では初めて階段の昇降時に楽な身体移動が可能で、膝や腰の負担を軽減できる「クネット」を設置した。ただし、先述の臨時改札側についてはこれらの設備は設置されていない。

#### のりば
| のりば | 路線   | 方向 | 行先                               | 備考                               |
| ------ | ------ | ---- | ---------------------------------- | ---------------------------------- |
| 1      | 南海線 | 下り | 和歌山市・ 関西空港方面            |                                    |
| 2      | 南海線 | 下り | （臨時ホーム、通常は通過列車のみ） | （臨時ホーム、通常は通過列車のみ） |
| 3      | 南海線 | 上り | なんば方面                         |                                    |
| 4      | 南海線 | 上り | （臨時ホーム、通常は通過列車のみ） | （臨時ホーム、通常は通過列車のみ） |

2・4番線は臨時用だが、足元にはx両目または8両用と書かれた赤色の乗車位置表示のステッカーが貼られている。なお、2・4番線には自動放送設備がないため正月三が日の臨時停車時間帯には、駅員の肉声により接近・案内・通過放送を行う。

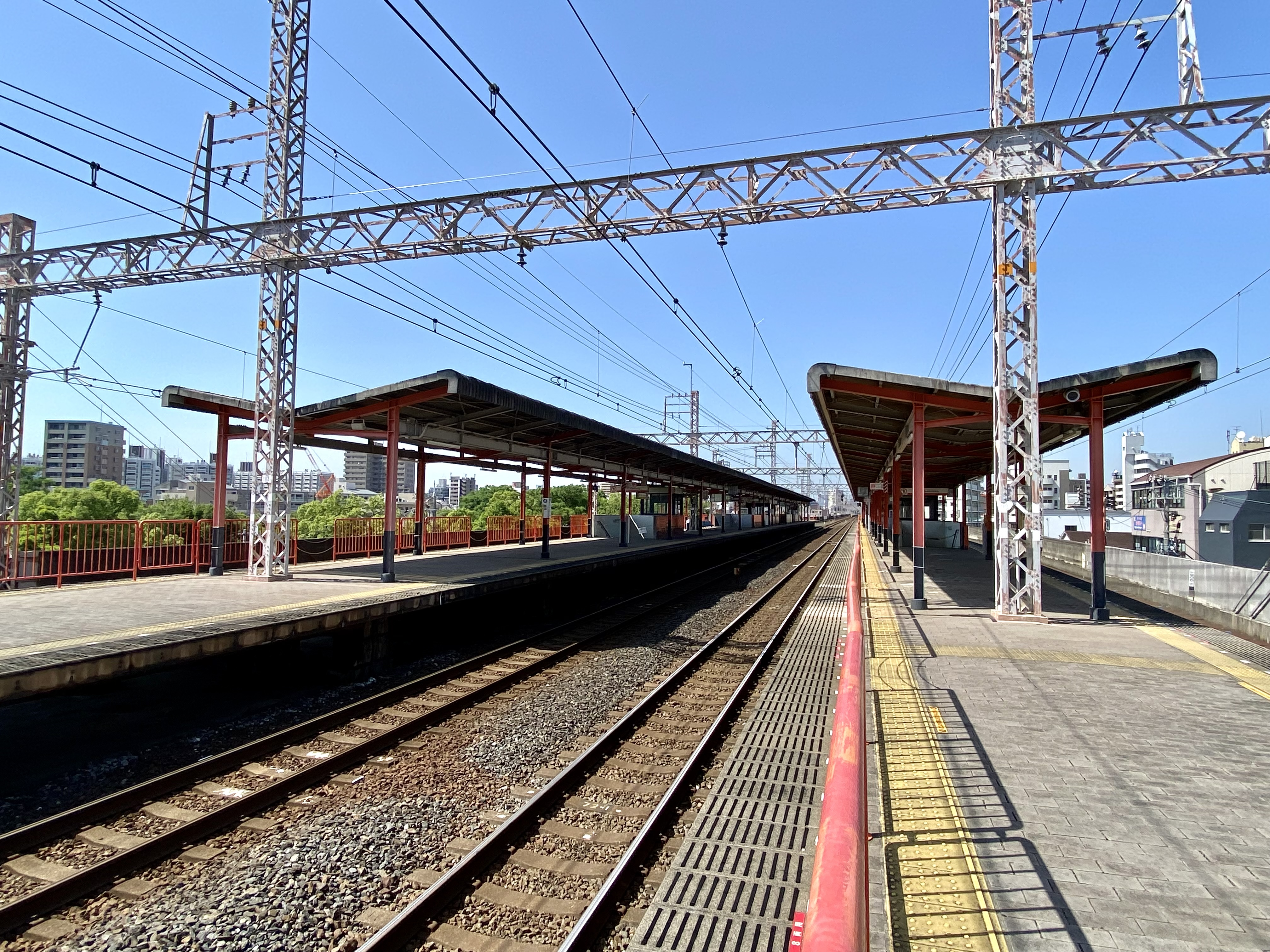
ホーム
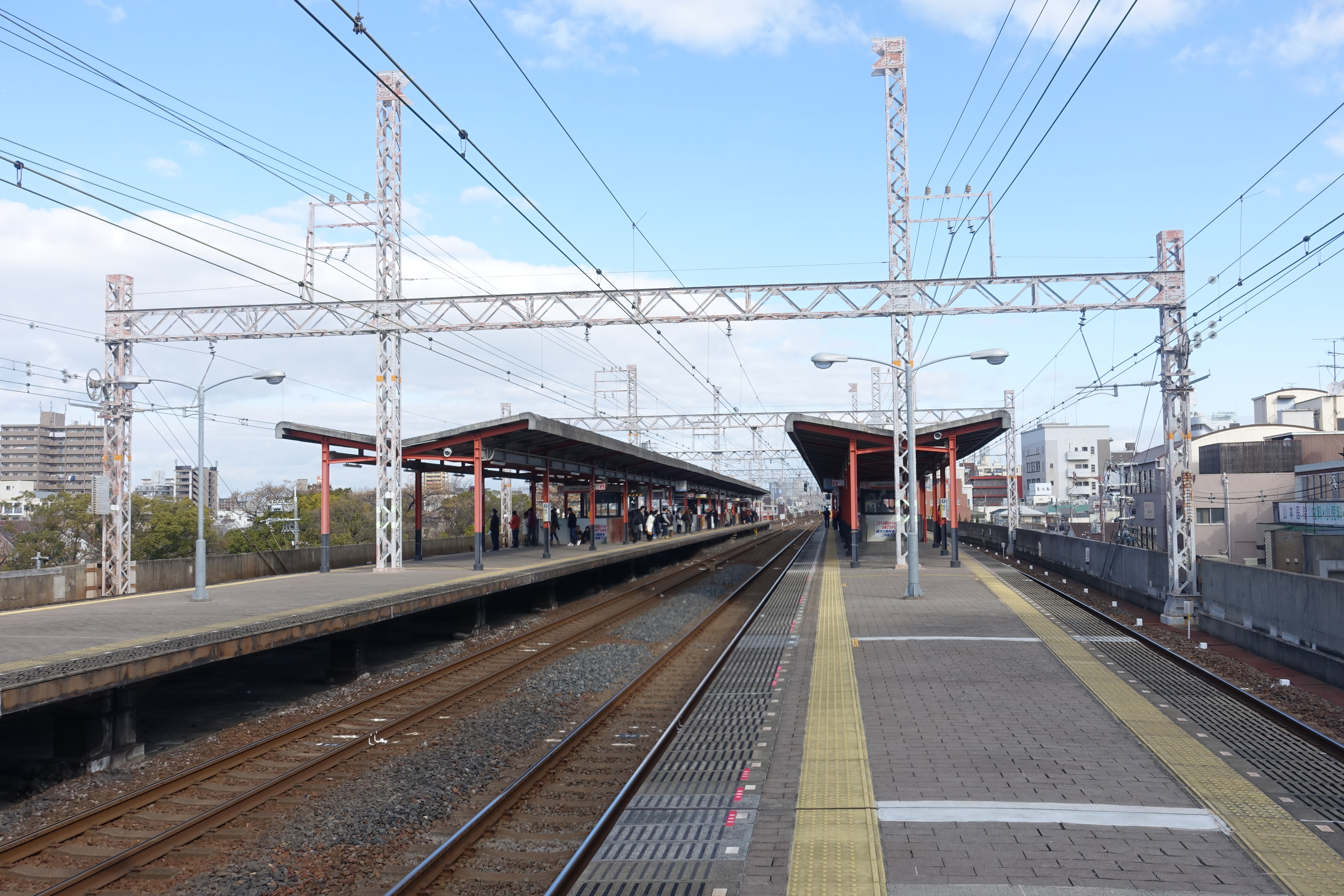
柵が撤去される正月3が日のホーム
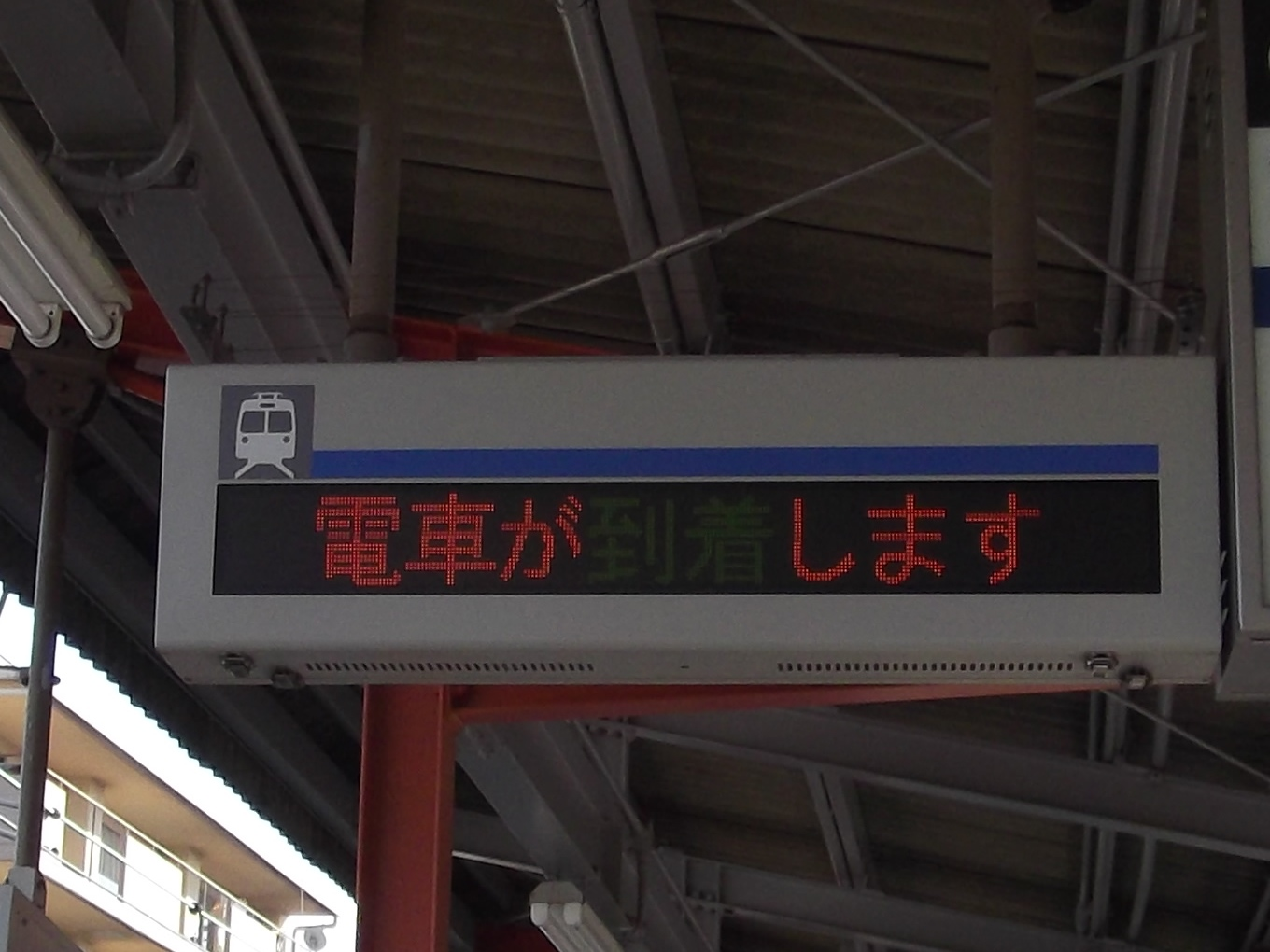
LED式の列車接近表示機
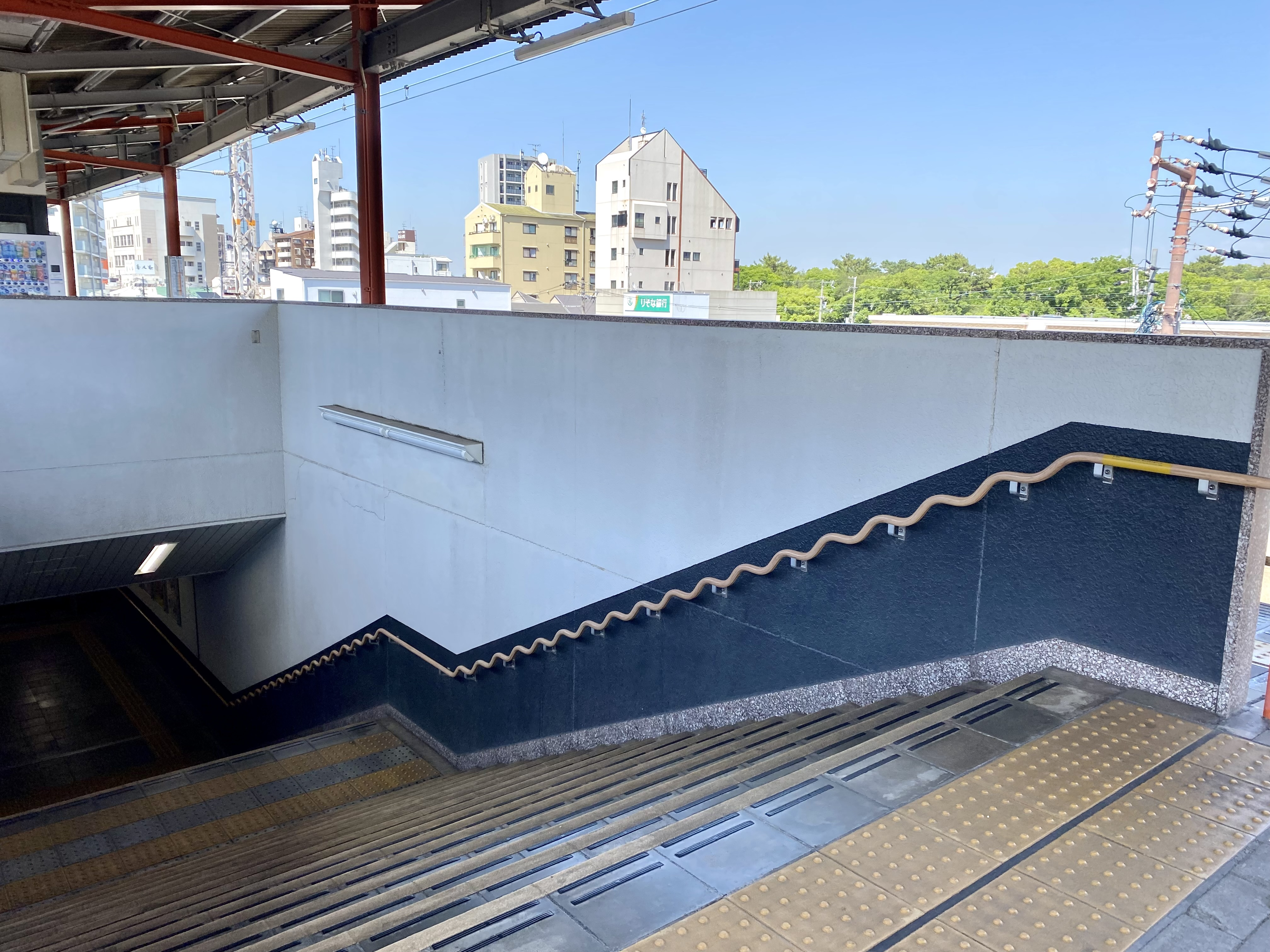
階段の波型手すり
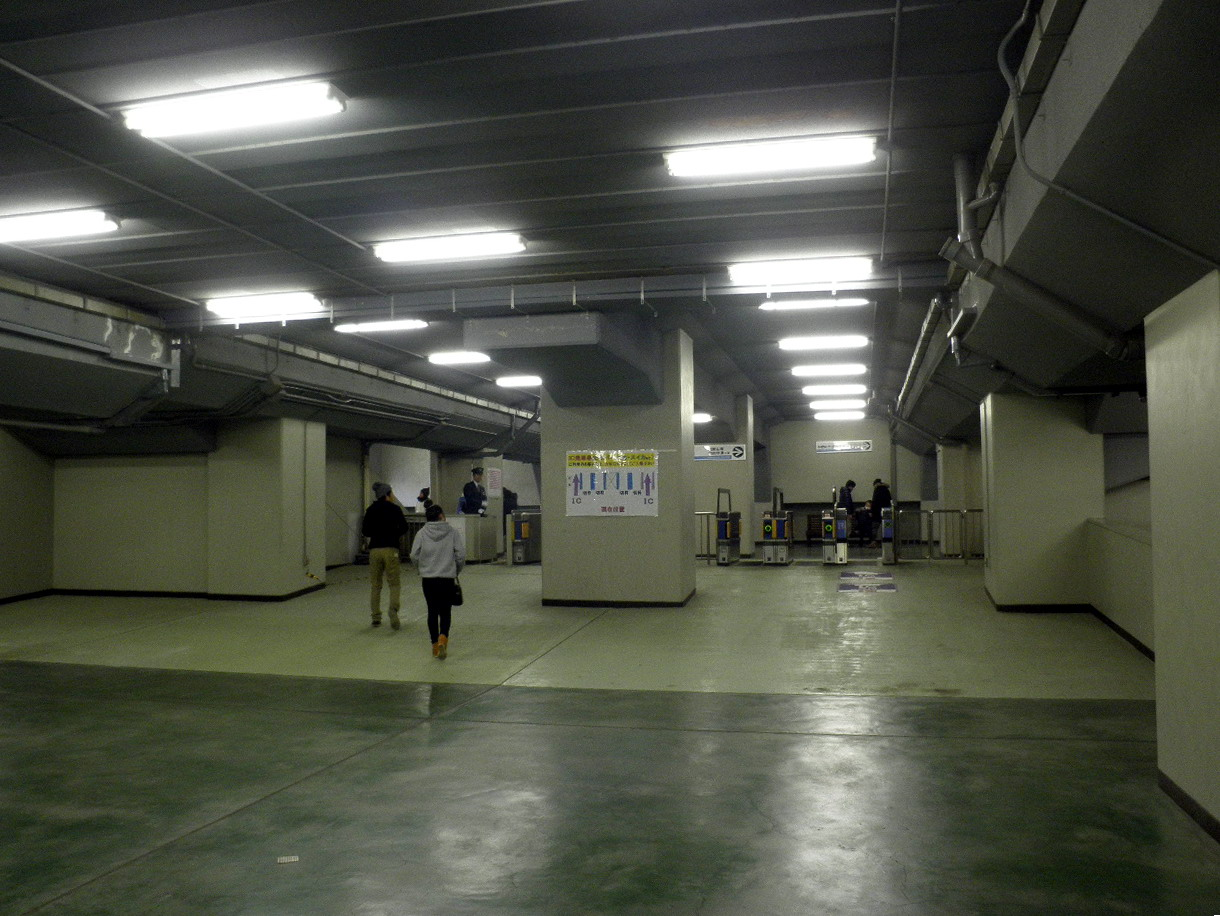
正月3が日のみ使用される臨時改札口

### 阪堺上町線住吉公園停留場
南海住吉大社駅の東隣にある頭端式3面2線のホーム（1番線が両側ホーム）を持つ地上駅。ホームの長さは2両分あり、最大4列車まで入ることができた。このために、ホームの表示機にも前から発車する旨を出せるようになっていたが、基本的にこの表示が出るのは大増発される正月3が日だけであった。ホームには金魚の泳ぐ水槽があり利用者の目を和ませていたが、この水槽は第二次世界大戦中に防火水槽として造られたものであった。
昭和30年代には、ラッシュ時には1分間隔、1日約200本の発着があったが、あべのハルカスの全面開業に伴い行われた、2014年3月1日のダイヤ改正で、当駅を発着する電車は朝の7・8時台のみに変更され、9時台以降の列車はすべて廃止された。このダイヤ改正前は、当駅を出発する電車が66本あったが、改正後は平日は5往復、休日は4往復のみとなり、始発が住吉公園に到着する時刻が7時35分（平日・土休日とも）、住吉公園発の最終が8時24分（平日）、8時32分（土休日）と営業時間帯は1時間に満たなくなった（同時間帯以降の上町線は全て阪堺線我孫子道または浜寺駅前発着になるため、利用者は隣接する阪堺線住吉鳥居前停留場を利用することとなった）。このため廃止直前には「日本一終電が早い駅」としても知られていた。なお、2015年と2016年の正月3が日の臨時ダイヤでは、日中時間帯（10 - 17時台）に約8分間隔で上町線電車が発着し、1000形「堺トラム」も乗り入れた。
駅北側の踏切は正月3が日の大増発時に監視のための職員を多数配置の上で手動操作をしていた。これは、この時だけ住吉公園行きは踏切手前にある住吉停留場の臨時ホームを使用するが、すでにこの踏切の検知地点を過ぎているのでそのままでは長時間踏切が閉まったままになるためであった。
2015年8月28日に阪堺電気軌道が上町線住吉 - 住吉公園間を2016年1月31日付で廃止することを国土交通大臣に申請したと発表し、当停留場は申請通り2016年1月31日に廃止された。廃止の理由は、住吉 - 住吉公園間の線路は敷設されてから60年以上経過しており改修工事が必要であるが、改修には数億円の費用がかかり、経営に大きな影響を及ぼすためとしている。最終電車はモ161号車。ホームの水槽に飼われていた金魚は、大阪市立茨田北中学校に引き取られた。また、駅ナンバリングでHN11が欠番となった。
ホームと駅構内および住吉 - 住吉公園間の線路は撤去され、跡地は駐車場となっているが、テナントが入居している関係もあって住吉公園駅舎はそのまま残されており、駅舎正面上部には右書きで「住吉公園驛」の文字がそのまま残っている。また、線路跡には南海線と阪堺線を結ぶ送電線が残されているため、旧軌道敷の駐車場内には鉄道仕様の架線支柱が建てられている。

#### のりば
| 番線 | 路線    | 行先                   | 備考                                                   |
| ---- | ------- | ---------------------- | ------------------------------------------------------ |
| 1・2 | ■上町線 | 阿倍野・天王寺駅前方面 | 廃止時点では2番線は1日1本、および正月3が日ダイヤで使用 |

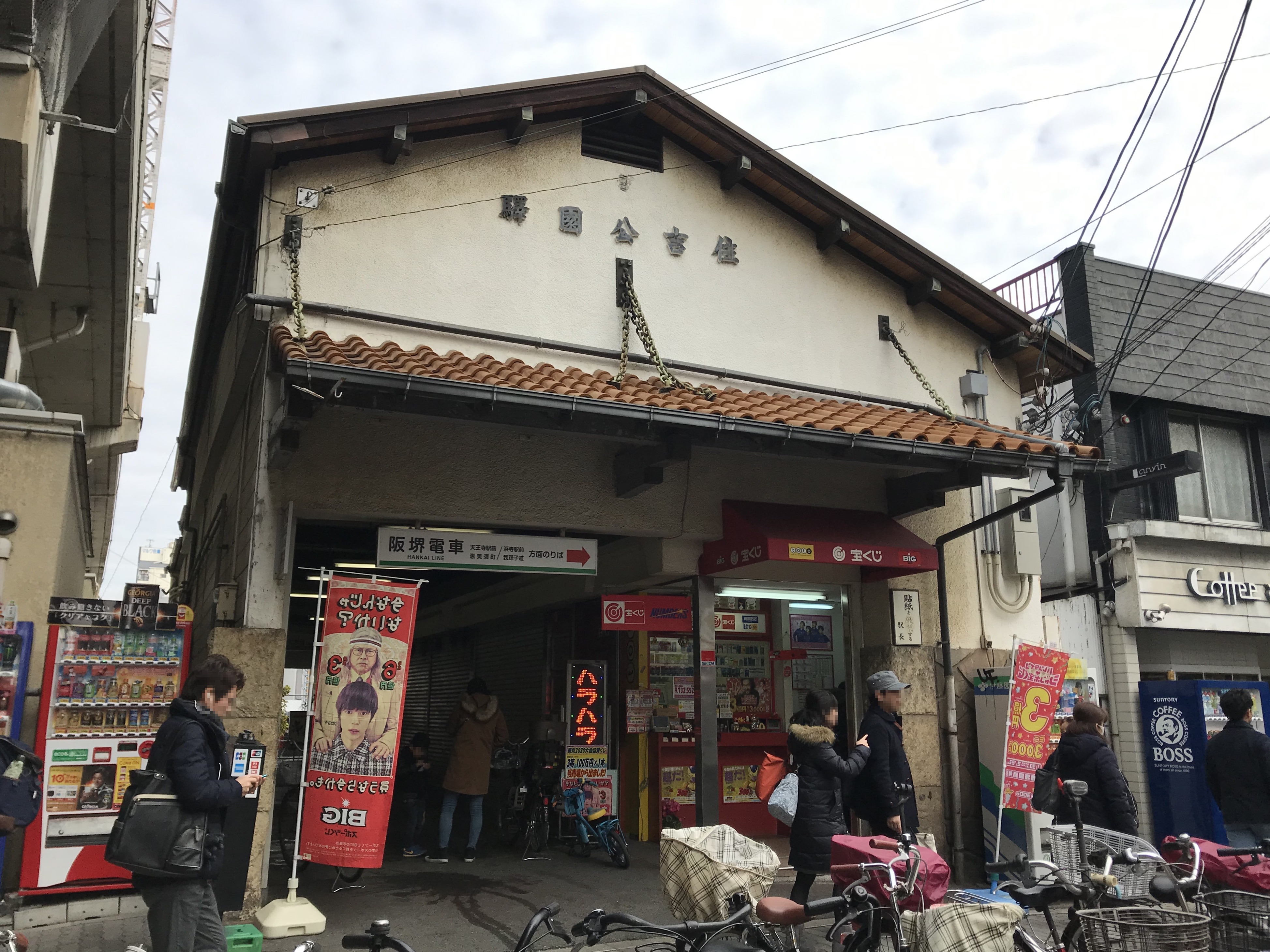
廃止後も「住吉公園驛」の文字が残る駅舎。入口に掲出された案内看板は近接する住吉鳥居前停留場の案内。
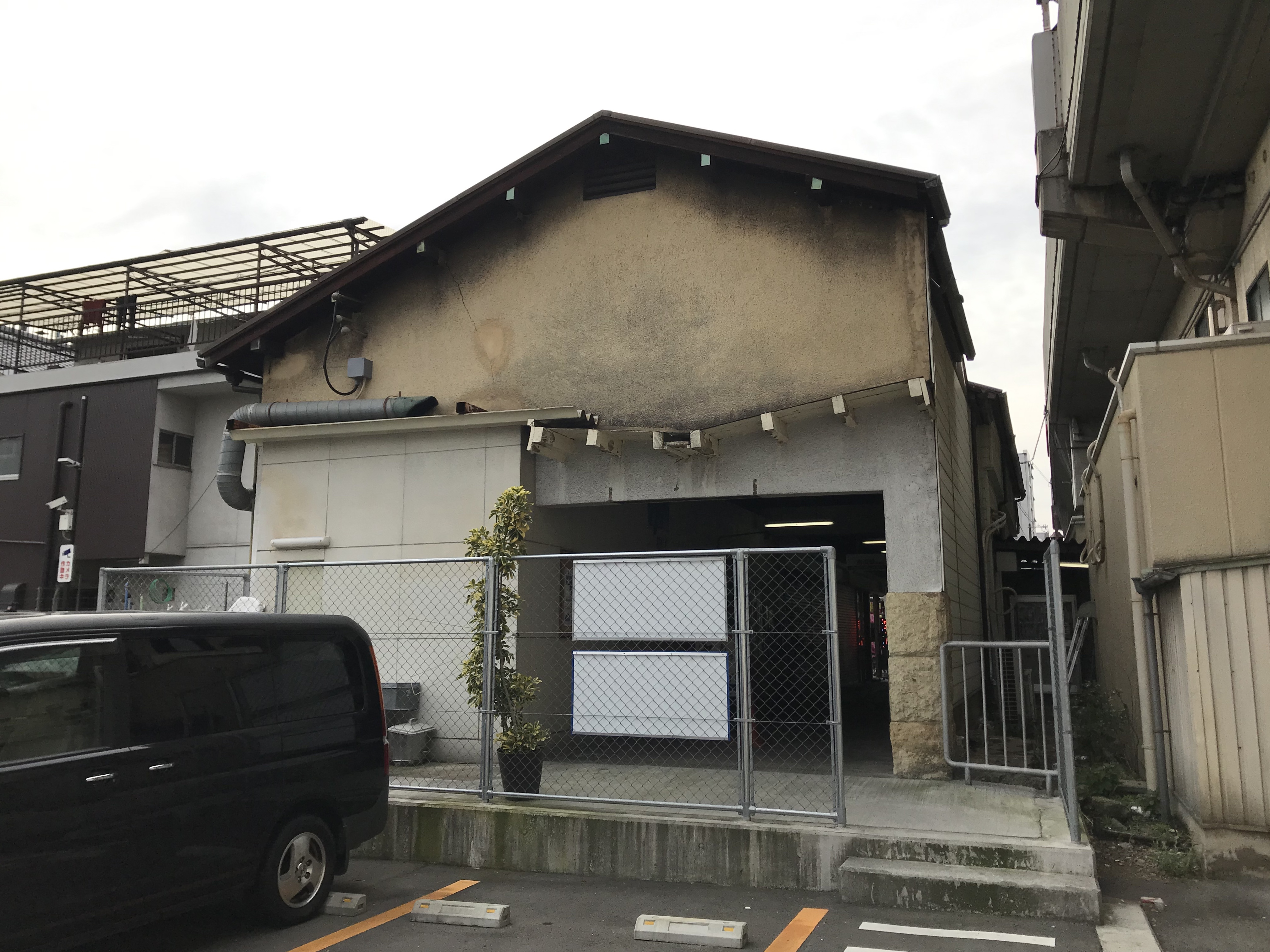
駅舎の裏側。かつてはこの位置にホームが存在した。ホーム屋根の切断痕が確認出来る。
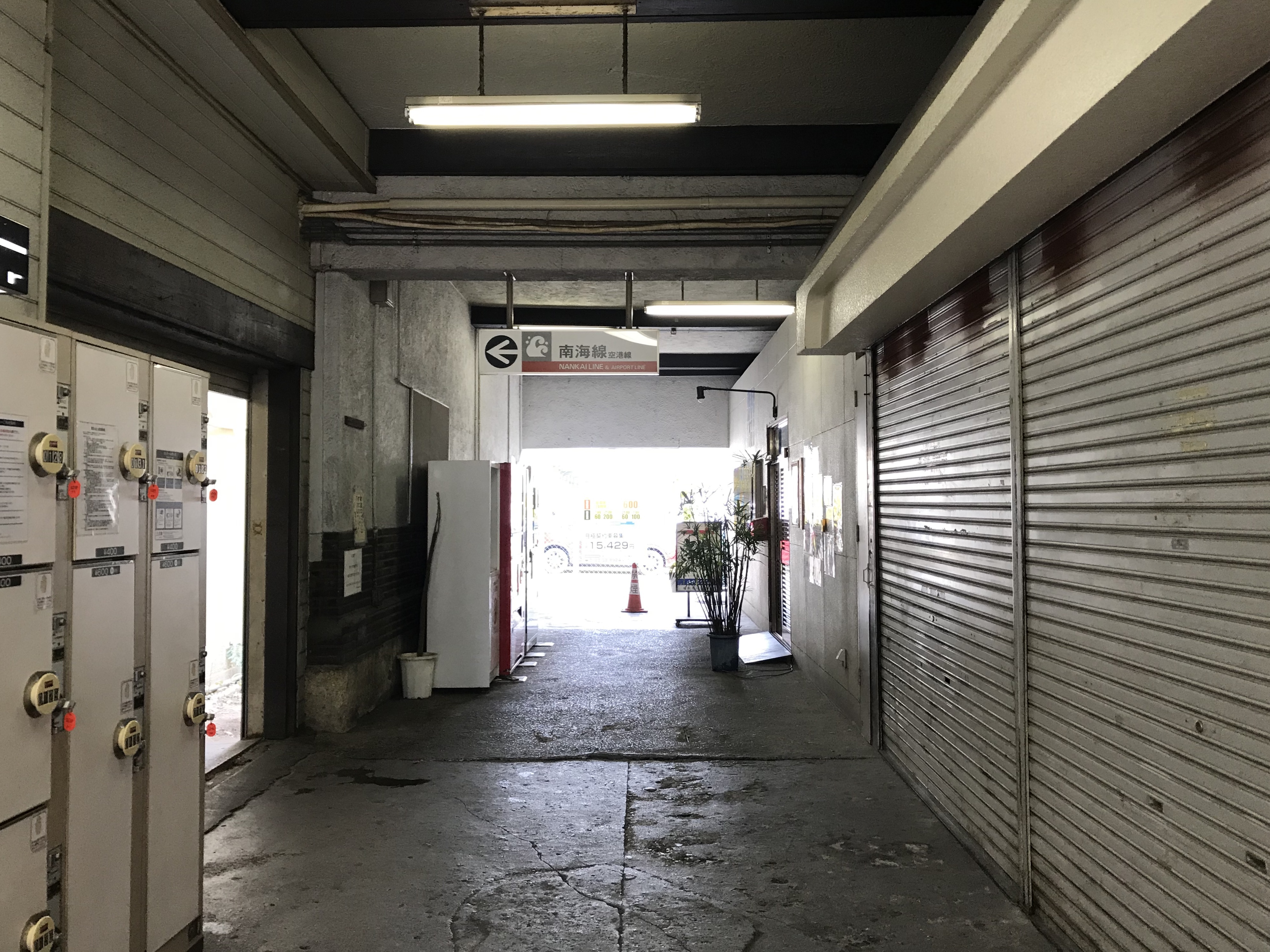
駅舎内の様子。正面奥が上町線ホーム跡地。左側は南海住吉大社駅への連絡口。
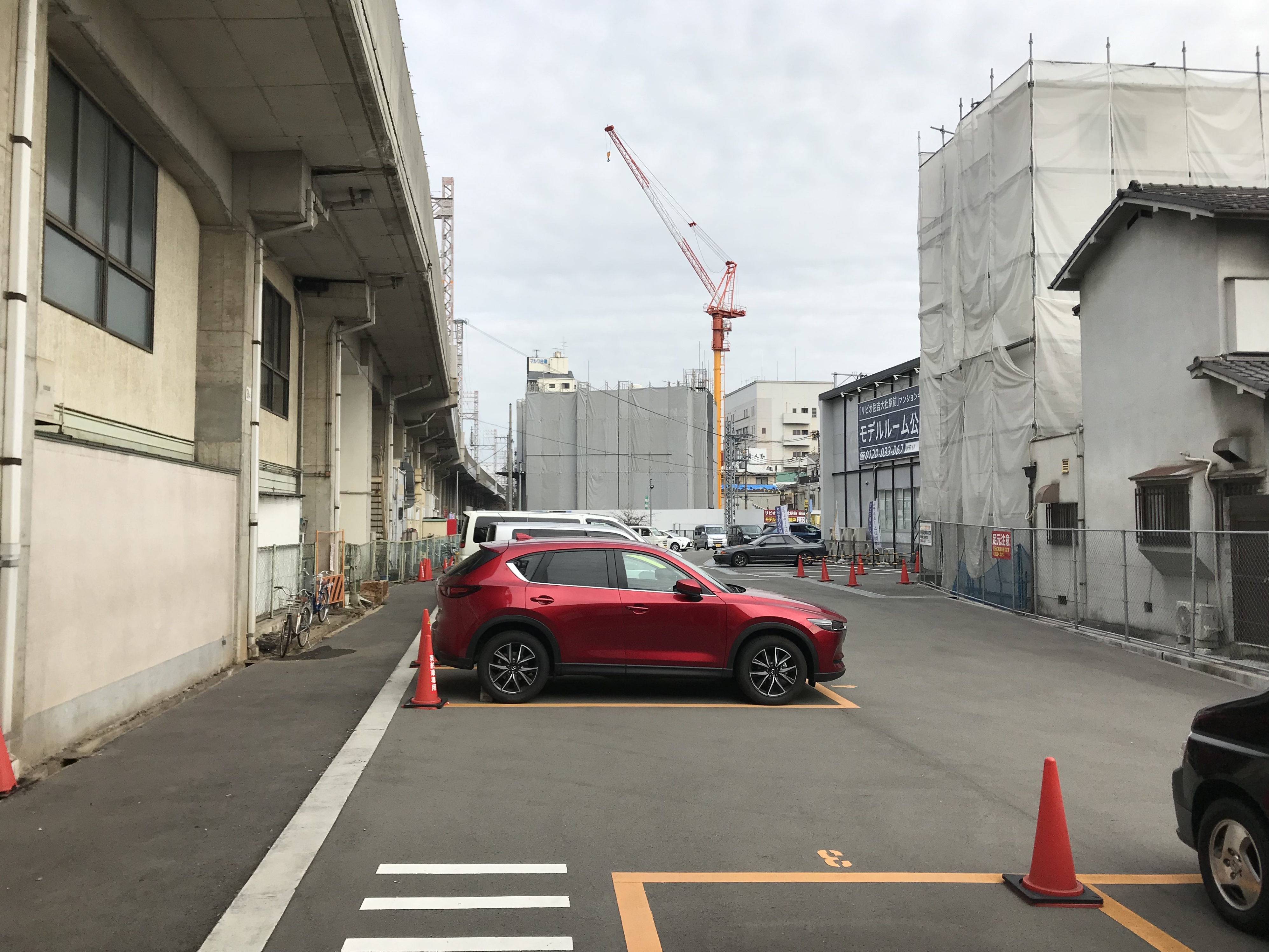
廃駅後にホームや線路が撤去されて駐車場となった。駐車場奥に南海線と阪堺線を結ぶ送電線のための架線支柱が建てられている。

## 利用状況
- 南海住吉大社駅 - 2019年（令和元年）次の1日平均乗降人員は9,035人（乗車人員：4,527人、降車人員：4,508人）で、南海の駅全100駅中33位である[12]。
- 阪堺住吉公園停留場 - 2011年（平成23年）度の1日乗降人員は829人（乗車人員：472人、降車人員：357人）であった[13]。

南海電鉄における近年の1日平均乗降・乗車人員は下表の通りである。
| 年次   | 1日平均 乗降人員 | 1日平均 乗車人員 | 順位 | 出典   |
| ------ | ---------------- | ---------------- | ---- | ------ |
| 1990年 | 12,650           | 6,578            | -    | [ 14 ] |
| 1991年 | 12,691           | 6,598            | -    | [ 15 ] |
| 1992年 | 12,359           | 6,408            | -    | [ 16 ] |
| 1993年 | 12,343           | 6,429            | -    | [ 17 ] |
| 1994年 | 12,136           | 6,297            | -    | [ 18 ] |
| 1995年 | 12,027           | 6,220            | -    | [ 19 ] |
| 1996年 | 11,758           | 6,088            | -    | [ 20 ] |
| 1997年 | 11,255           | 5,772            | -    | [ 21 ] |
| 1998年 | 10,969           | 5,584            | -    | [ 22 ] |
| 1999年 | 10,552           | 5,289            | -    | [ 23 ] |
| 2000年 | 10,440           | 5,237            | -    | [ 24 ] |
| 2001年 | 10,244           | 5,111            | -    | [ 25 ] |
| 2002年 | 10,007           | 4,976            | -    | [ 26 ] |
| 2003年 | 9,733            | 4,824            | -    | [ 27 ] |
| 2004年 | 9,439            | 4,686            | -    | [ 28 ] |
| 2005年 | 9,344            | 4,618            | -    | [ 29 ] |
| 2006年 | 9,311            | 4,598            | -    | [ 30 ] |
| 2007年 | 9,556            | 4,719            | -    | [ 31 ] |
| 2008年 | 9,367            | 4,630            | -    | [ 32 ] |
| 2009年 | 8,970            | 4,430            | -    | [ 33 ] |
| 2010年 | 8,946            | 4,427            | -    | [ 34 ] |
| 2011年 | 8,756            | 4,321            | -    | [ 35 ] |
| 2012年 | 8,664            | 4,271            | -    | [ 36 ] |
| 2013年 | 8,605            | 4,235            | 33位 | [ 37 ] |
| 2014年 | 8,475            | 4,149            | 33位 | [ 38 ] |
| 2015年 | 8,632            | 4,211            | 33位 | [ 39 ] |
| 2016年 | 8,738            | 4,328            | 32位 | [ 40 ] |
| 2017年 | 8,970            | 4,458            | 32位 | [ 41 ] |
| 2018年 | 9,033            | 4,502            | 33位 | [ 42 ] |
| 2019年 | 9,035            | 4,527            | 33位 | [ 43 ] |

## 駅周辺

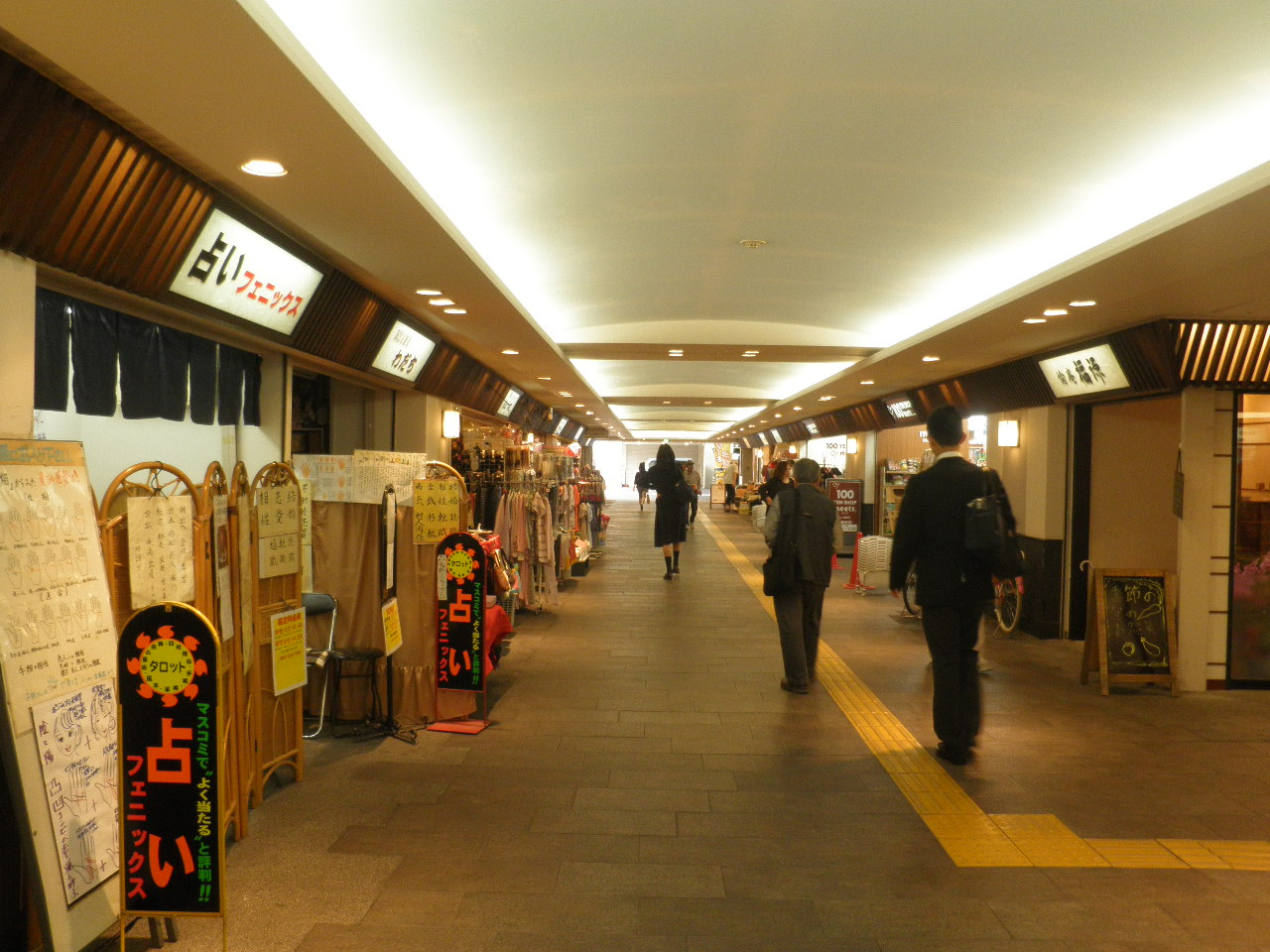
ショップ南海住吉

住吉大社は駅の東方向にあり、その付近には阪堺電気軌道阪堺線の住吉鳥居前停留場（電停）、住吉大社前郵便局がある。また、住吉公園は駅の西側すぐの位置にある。粉浜商店街はこの駅から粉浜駅方面まで続いている。駅は住吉区にあるが、西側（住吉公園）は住之江区になる（南海本線の高架西端が区の境界となっている）。
駅高架下には商業施設の「ショップ南海住吉」があり、ロッテリアや杵屋などが入居している。中央通路を石畳仕様にし、施設入口や店舗区画にも「参詣路」としての雰囲気を醸し出す装飾を施しており、住吉大社の「門前町」を意識した空間となっている。

### バス路線
大阪シティバスが運行しており、最寄りの住吉公園停留所は、住吉公園を西へ抜けた所を通過している国道26号沿線にあり、当駅からは約400m程離れている。
- 3号系統：出戸バスターミナル 行 / 地下鉄住之江公園 行
- 15号系統：フェリーターミナル駅前・南港南六丁目 行 / 地下鉄住之江公園 行
- 25号系統：住吉車庫前 行 / 地下鉄住之江公園 行

このほか、住吉鳥居前停留場（電停）の南側に住吉大社停留所があり、かつては赤バスの住吉ループが停車していたが、2013年3月31日をもって廃止された。

## 隣の駅
南海電気鉄道
 南海本線
■特急サザン・■急行・■空港急行・■区間急行・■準急
通過（ただし正月3が日の昼間は空港急行、区間急行が臨時停車する）
■普通
粉浜駅 (NK07) - 住吉大社駅 (NK08) - 住ノ江駅 (NK09)
- 括弧内は駅番号を示す。

### かつて存在した路線
阪堺電気軌道
上町線
住吉停留場 (HN10) - 住吉公園停留場 (HN11)